# Hal Robson-Kanu
Thomas Henry Alex "Hal" Robson-Kanu (Acton, 21 de maig de 1989) és un jugador de futbol professional anglo-gal·lès, que juga com a davanter. Actualment es troba sense equip, tot i que juga amb la selecció gal·lesa. Encara que acostuma a jugar com extrem, també ha desenvolupat la funció de davanter centre.
Robson-Kanu va començar la seva carrera esportiva a les categories inferiors de l'Arsenal Football Club, tot i que amb 15 anys ja va marxar al Reading. Després de graduar-se a l'acadèmia el 2007, va estar cedit al Southend United i al Swindon Town abans de tornar al Reading, on va debutar el 2009. Jugant només com a substitut la primera temporada, va esdevenir un membre important de l'equip que va guanyar la Championship la temporada 2011-12. Va debutar a la Premier League el 2012, aconseguint des d'aleshores disputar més de 100 partits amb l'equip anglès.
A nivell internacional, Robson-Kanu inicialment va representar el seu país de naixement, Anglaterra, tant en les categories sots 19 com sots 20. El 2010, no obstant, va decidir representar Gal·les, el país de la seva àvia, jugant amb la sots 21, primer, i debutant amb la selecció absoluta, després, en un partit disputat el 23 de maig de 2010 contra la selecció croata. El seu primer gol amb Gal·les el va aconseguir l'octubre de 2014 en un partit contra Xipre.

## Biografia

### Primers anys
Nascut a Acton (Londres), Robson-Kanu va començar la seva carrera esportiva a l'Arsenal amb només 10 anys. Va ser alliberat de l'equip amb 15, moment en què va marxar al Reading després de parlar amb l'aleshores director de l'acadèmia del conjunt anglès, Brendan Rodgers. Després de graduar-se a l'acadèmia del Reading va signar el seu primer contracte professional el juliol de 2007, contracte que el lligava amb el club durant dues temporades. El 2007, Robson-Kanu va jugar amb el primer equip per primera vegada, en el torneig amistós Peace Cup, disputat a Corea del Sud, on va participar en els partits que van enfrontar l'equip anglès amb el River Plate i el Shimizu S-Pulse. La política de Steve Coppell de fer descansar als membres del primer equip en els partits de copa va permetre a Robson-Kanu entrar a la convocatòria del primer equip per primera vegada el 5 de gener de 2008 en un partit de tercera ronda de la FA Cup contra el Tottenham Hotspur, tot i que no va arribar a jugar cap minut.
Com que no tenia oportunitats al primer equip del Reading, Robson-Kanu va marxar cedit al Southend United el 30 de gener de 2008, i fins a final de temporada. El seu debut es va produir tres dies més tard, entrant com a substitut en l'empat 2-2 a casa del Leyton Orient. El seu primer gol el va marcar contra el Nottingham Forest. Va aconseguir marcar dos gols més en els següents dos partits de lliga, contra el Huddersfield Town i el Swansea City, tornant al Reading havent disputat 8 partits i marcat 3 gols. Robson-Kanu va tornar a fer la pretemporada 2008-09 amb el primer equip, marcant un gol el juliol en la victòria per 9-0 contra el modest Didcot Town. Tot i així, va tornar al Southend en una cessió d'un mes, el 21 d'agost següent i, després d'un gol en sis partits, es va estendre aquest préstec a dos mesos addicionals. El 15 de novembre va tornar al Reading, després d'haver estat tres mesos cedit, en els quals havia marcat 2 gols en 15 partits, en el que havia estat el segon període cedit al Southend.
De nou al Reading, va dormar part dels convocats en un partit de tercera ronda de la FA Cup contra el Cardiff City, el 3 de gener de 2009, tot i que tampoc en aquesta ocasió va poder debutar amb el seu equip, quedant-se els 90 minuts a la banqueta d'un partit que el Reading va perdre. El 26 de gener de 2009 va tornar a marxar cedit, aquest cop al Swindon Town, en una cessió d'un mes que, després de sis partits, es va estendre a un segon mes. Quan només s'havia complert la meitat del temps al Swindon, i gràcies al seu bon joc tant allà com en la seva anterior cessió al Southend, se li va fer un nou contracte al Reading, que acabaria el 2011. Va aconseguir fer-se un lloc a l'11 titular del Swindon, essent titular en els 20 partits que hi va jugar, abans de tornar al Reading després de 3 mesos. Al finalitzar el període de cessió, el dirigent del Swindon, Danny Wilson, va agraïr a Robson-Kanu i al seu company cedit Gordon Greer per la seva feina fantàstica, que havia ajudat al club a evitar el descens.

### Reading FC
La temporada 2009-10, l'antic director de l'acadèmia del Reading, Brendan Rodgers, es va fer càrrec del primer equip. Robson-Kanu va marcar cinc gols durant la pretemporada, inclòs un hat-trick contra el Jonsereds IF en només 28 minuts, en el primer partit del conjunt anglès en la seva gira per Suècia. Robson-Kanu, finalment, va debutar en partit oficial amb el Reading en la primera jornada de la temporada, en un partit que va acabar en 0-0 contra el Nottingham Forest. Aquell any, seria utilitzat principalment com a substitut, apareixent a l'11 titular en només 4 dels 18 partits que va jugar.
La temporada següent Robson-Kanu es va fer un fixe de l'equip inicial. Va marcar el seu primer gol oficial amb el Reading en un partit de la Lliga Cup contra el Northampton Town el 24 d'agost de 2010, seguit del seu primer gol en lliga, en la victòria per 3-0 contra el Barnsley, un mes després. En aquell partit també havia realitzat una assistència de gol, a Jimmy Kébé, que havia suposat el 2-0 momentani. Finalment, aquella temporada la va acabar en un gran estat de forma, marcant 4 gols a partir de març i fins a final de temporada, inclosos els gols de la victòria en els dos 2-1 contra el Preston North End i el Derby County, ajudant al Reading a acabar en zona de promoció. Va entrar a les acaballes del partit que el Reading va perdre contra el Swansea per 4-2 en els play-off, però sense generar cap influència en el partit. Finalment, va acabar la temporada amb 6 gols en 34 partits. Tot i que el seu contracte acabava al final d'aquella temporada, i tot i l'interès d'altres equips de la Championship, com ara el Millwall o el Portsmouth, va signar un nou contracte de tres anys amb el Reading, el juliol, que el lligava amb el conjunt anglès fins al 2014.
Després de la venda de Shane Long, l'agost de 2011, Robson-Kanu va ser recol·locat com a davanter per part de Brian McDermott, durant alguns partits de la pretemporada, posició que ja havia ocupat en els seus anys formatius. Va aconseguir dos gols en aquesta posició en partits amistosos, començant la temporada oficial marcant dos gols en els primers quatre partits, contra el Leicester City i el Barnsley. A causa de les lesions patides per Kebe i Jobi McAnuff en diversos punts de la temporada, aviat va haver de tornar a la seva posició original d'extrem, tot i que al llarg de la temporada anava alternant la seva posició al terreny de joc, realitzant tasques de suport als dos laterals. La seva millor ratxa de titularitats va arribar a l'octubre, quan va disputar 6 partits consecutius com a titular. Al llarg de la temporada aconseguiria marcar dos gols més, inclosa una volea espectacular contra el Millwall, acabant la temporada havent disputat 37 partits, el nombre més elevat a data d'avui.
Amb Kébé, McAnuff i el nou fitxatge Garath McCleary, Robson-Kanu va haver de fer front a una gran competència per l'espai d'extrem de l'equip, en el que era el retorn del Reading a la Premier League. Amb la lesió de Kébé no obstant, va aconseguir fer-se un lloc en l'equip titular en el primer partit de lliga, que va acabar en empat, contra el Stoke City. De nou amb un rol de substitut, en els següents tres mesos va aconseguir marcar dos gols: en la derrota contra el Tottenham Hotspur i en l'empat 3–3 amb el Fulham. Les seves úniques titularitats en aquest període es produïren en partits de la League Cup, inclosa la derrota per 7-5 contra l'Arsenal aquell octubre. Va haver d'esperar fins al 17 de novembre per tornar a ser titular, en la victòria del Reading per 2-1 contra l'Everton, la primera victòria de lliga de l'equip aquella temporada, assentant-se en l'11 titular el mes següent, on va marcar el seu tercer gol de la temporada en una nova derrota, aquest cop contra el Manchester United. Tot i els seus gols, Robson-Kanu va tornar a cedir el seu lloc a l'equip titular, sortint d'inici en només dos partits de la FA Cup entre desembre i març. Posteriorment marcaria el gol de consolació contra l'Everton, entrant com a substitut, el 2 de març, recuperant la titularitat en el partit següent contra l'Aston Villa.
El partit contra el Villa va acabar essent el darrer partit de Brian McDermott com a entrenador del Reading, i Robson-Kanu, que havia tingut un paper molt petit fins aleshores, va guanyar protagonisme a partir de l'arribada de Nigel Adkins. Amb Adkins, només es va perdre dos partits, com a conseqüència d'una lesió al turmell, i amb aquesta presència regular va acabar la temporada en molt bona forma, marcant contra l'Arsenal un gol, i dos més en la victòria per 4-2 contra el Fulham. Aquella temporada seria la més prolífica en gols, aconseguint marcar-ne 7, motiu pel qual va ser nominat al títol de millor jugador del Reading de la temporada. La votació, realitzada pels aficionats, el va deixar en tercera posició, només per darrere d'Adam le Fondre i Alex McCarthy, donant-se la coincidència que tots tres jugadors havien jugat només 13 o menys partits de lliga en tota la temporada. El juliol de 2013 va ampliar el seu contracte amb el Reading, allargant-lo fins al juny de 2016. El Reading va anunciar, el 9 de maig de 2016, que Robson-Kanu abandonaria l'equip quan aquest expirés.

### Selecció anglesa i gal·lesa
Robson-Kanu, en un principi, va representar Anglaterra, el seu país de naixement, a nivell internacional. Va participar amb la selecció sots 19, debutant en un partit contra Alemanya el novembre de 2007. Posteriorment també jugaria amb Anglaterra contra Croàcia, i l'any següent jugaria amb la sots 19 un partit contra Montenegro, el 2009.
El 2010 va decidir passar a jugar amb Gal·les, país pel que era elegible per la seva àvia, originària d'allà. En primer lloc, va ser seleccionat per jugar amb la selecció gal·lesa sots 21, amb la qual va jugar un amistós contra Àustria el 18 de maig de 2010. El primer partit de Robson-Kanu amb la selecció gal·lesa absoluta va arribar només cinc dies després, entrant en substitució de Robert Earnshaw en una derrota per 2-0 contra la selecció de Croàcia. Va seguir jugant amb la sots 21 després d'haver debutat amb l'absoluta, disputant 3 partits més, on va marcar dos gols, essent la seva darrera aparició en una derrota contra la selecció italiana que acabava amb les esperances gal·leses de classificar-se pel Campionat d'Europa sub-21. El seu primer gol amb l'absoluta el va marcar el 22 de març de 2013 en un partit de classificació per la Copa del Món de 2014, en la victòria per 2-1 contra la selecció escocesa a Hampden Park. L'11 de juny de 2016 va entrar en substitució de Jonny Williams en el primer partit de Gal·les a l'Eurocopa de 2016, marcant el gol de la victòria contra Eslovàquia.

## Estadístiques

### Club
Actualitzat el 7 de maig de 2016
| Club                     | Temporada     | Lliga          | Lliga   | Lliga | FA Cup  | FA Cup | League Cup | League Cup | Altres  | Altres | Total   | Total |
| Club                     | Temporada     | Divisió        | Partits | Gols  | Partits | Gols   | Partits    | Gols       | Partits | Gols   | Partits | Gols  |
| ------------------------ | ------------- | -------------- | ------- | ----- | ------- | ------ | ---------- | ---------- | ------- | ------ | ------- | ----- |
| Reading FC               | 2007-08       | Premier League | 0       | 0     | 0       | 0      | 0          | 0          | —       | —      | 0       | 0     |
| Reading FC               | 2008-09       | Championship   | 0       | 0     | 0       | 0      | 0          | 0          | 0       | 0      | 0       | 0     |
| Reading FC               | 2009-10       | Championship   | 17      | 0     | 1       | 0      | 0          | 0          | —       | —      | 18      | 0     |
| Reading FC               | 2010–11       | Championship   | 27      | 5     | 4       | 0      | 1          | 1          | 2       | 0      | 34      | 6     |
| Reading FC               | 2011–12       | Championship   | 36      | 4     | 1       | 0      | 1          | 0          | —       | —      | 38      | 4     |
| Reading FC               | 2012–13       | Premier League | 25      | 7     | 3       | 0      | 2          | 0          | —       | —      | 30      | 7     |
| Reading FC               | 2013–14       | Championship   | 36      | 4     | 0       | 0      | 1          | 0          | —       | —      | 37      | 4     |
| Reading FC               | 2014–15       | Championship   | 29      | 1     | 6       | 3      | 1          | 0          | —       | —      | 36      | 4     |
| Reading FC               | 2015–16       | Championship   | 28      | 3     | 5       | 2      | 2          | 0          | —       | —      | 35      | 5     |
| Reading FC               | Total         | Total          | 198     | 24    | 20      | 5      | 8          | 1          | 2       | 0      | 228     | 30    |
| Southend United (cessió) | 2007–08       | League One     | 8       | 3     | 0       | 0      | 0          | 0          | 0       | 0      | 8       | 3     |
| Southend United (cessió) | 2008–09       | League One     | 14      | 2     | 0       | 0      | 0          | 0          | 1       | 0      | 15      | 2     |
| Southend United (cessió) | Total         | Total          | 22      | 5     | 0       | 0      | 0          | 0          | 1       | 0      | 23      | 5     |
| Swindon Town (cessió)    | 2008–09       | League One     | 20      | 4     | 0       | 0      | 0          | 0          | 0       | 0      | 20      | 4     |
| Total carrera            | Total carrera | Total carrera  | 240     | 33    | 20      | 5      | 8          | 1          | 3       | 0      | 271     | 39    |

### Internacional
| Selecció gal·lesa | Selecció gal·lesa | Selecció gal·lesa |
| Any               | Partits           | Gols              |
| ----------------- | ----------------- | ----------------- |
| 2010              | 2                 | 0                 |
| 2011              | 3                 | 0                 |
| 2012              | 6                 | 0                 |
| 2013              | 8                 | 1                 |
| 2014              | 5                 | 1                 |
| 2015              | 6                 | 0                 |
| 2016              | 1                 | 1                 |
| Total             | 31                | 3                 |

Estadístiques actualitzades l'11 de juny de 2016

## Palmarès
Reading
- Football League Championship (1): 2011–12